# Röda Sten

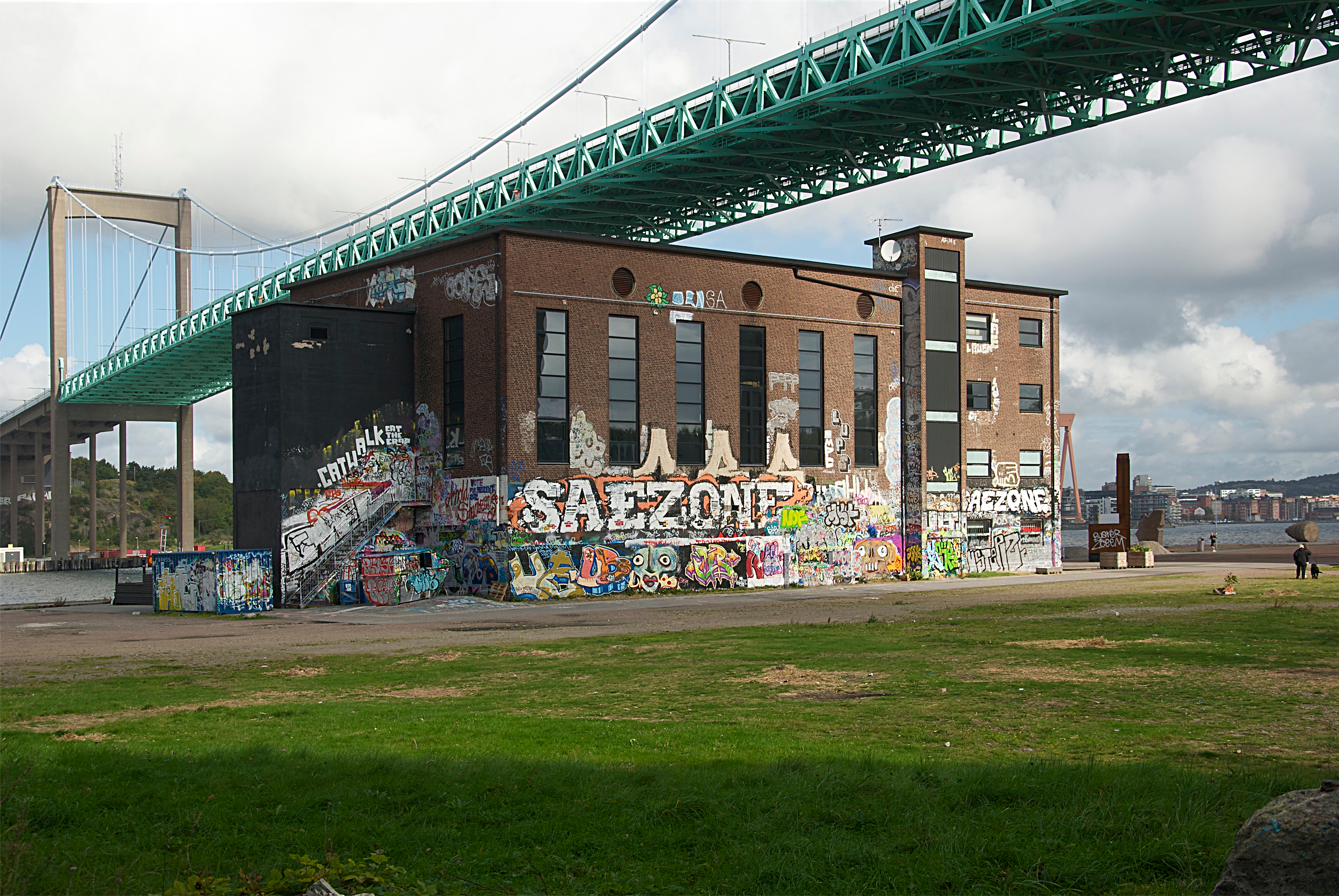
A Casa de Arte da Röda Sten e a Ponte de Alvsburgo

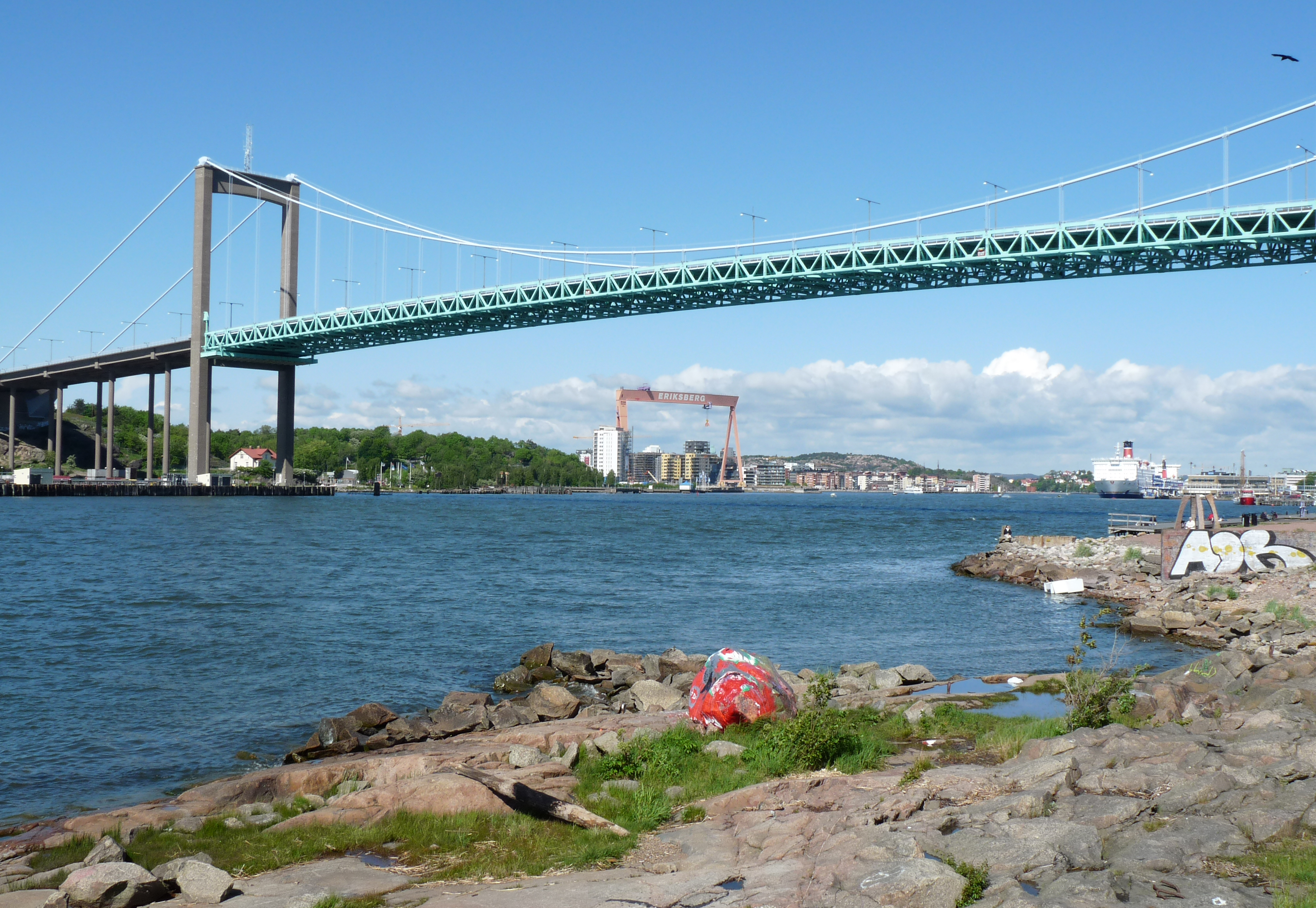
A Pedra Vermelha e a Ponte de Alvsburgo

A Röda Sten (em português:  Pedra Vermelha) é uma área do bairro de Sandarna em Gotemburgo. O nome provém da lendária pedra vermelha aí existente. Situada na margem sul do Gota, perto da Ponte de Alvsburgo, a Röda Sten é conhecida pela referida pedra vermelha – a Röda Sten, e ainda pela Casa de Arte da Röda Sten – Röda Sten Konsthall.